# Aega crenulata
Aega crenulata är en kräftdjursart som beskrevs av Christian Frederik Lütken 1859. Aega crenulata ingår i släktet Aega och familjen Aegidae. Arten är reproducerande i Sverige. Inga underarter finns listade i Catalogue of Life.